# Грузинская корона

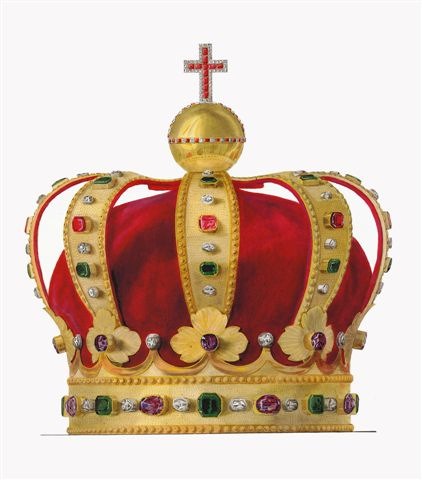

Грузинская корона Российской империи представляла с собой золотую корону, украшенную драгоценными камнями. Корона состояла из гладкого венца, с репьями из восьми дуг, сходящихся под яблоком с крестом, была изготовлена в России при императоре Павле ювелирами П. Э. Теременом и Н. Г. Лихтом и выслана в Грузию в 1798 году. Её изображение присутствует в государственном Гербе Российской империи.

## Описание
В XIX веке она была описана: «В Сокровищнице (Петербургской) хранится Грузинская корона, исполненная в общепринятом стиле и представляющая собой диадему с четырьмя арками, увенчанную крестом на сфере. Сохранилось подробное описание и её изображение в Большом гербе Российской империи 1882 года.

## История
Корона для последнего царя Картли-Кахетинского царства Георгия XII была изготовлена в России при императоре Павле I ювелирами П. Э. Теременом и Н. Г. Лихтом и выслана в Грузию в 1798 году. В 1801 году корона последнего грузинского царя была отправлена в Санкт-Петербург, где вошла в состав Российских императорских регалий.
«Советским правительством в 1922 году был рассмотрен поднятый по инициативе Народного Комиссариата просвещения Грузии вопрос о возвращении ей национальных реликвий из русских музеев. На проходившем 29 августа того же года под председательством А. С. Енукидзе заседании ВЦИК было принято постановление, по которому «все грузинские регалии и древности, находящиеся в музеях и хранилищах РСФСР, по удостоверении Наркомпросом и Центрархивом их грузинского происхождения, передать Соц. Сов. Республике Грузии». Корона покинула стены Оружейной палаты 6 февраля 1923 года. Однако в 1930 году по решению грузинского правительства золотая корона последнего правителя Картли-Кахети, усыпанная алмазами и крупными травянисто-зелеными изумрудами, гранатами, шпинелями и аметистами, чьи оттенки, от кроваво-красных до фиолетовых, напоминали цвет насыщенного красного вина, была «реализована» за границу. Возможно, там её, как предполагает грузинская исследовательница Наталия Левановна Беручашвили, приобрел г-н Детердинк, основатель компании Royal Dutch Shell; после кончины владельца вдова перевезла венец грузинского царя в Германию, где следы сокровища затерялись. Существует предположение, что корона ныне хранится в некоем частном собрании в Голландии».